# Pfarrkirche Stuben am Arlberg

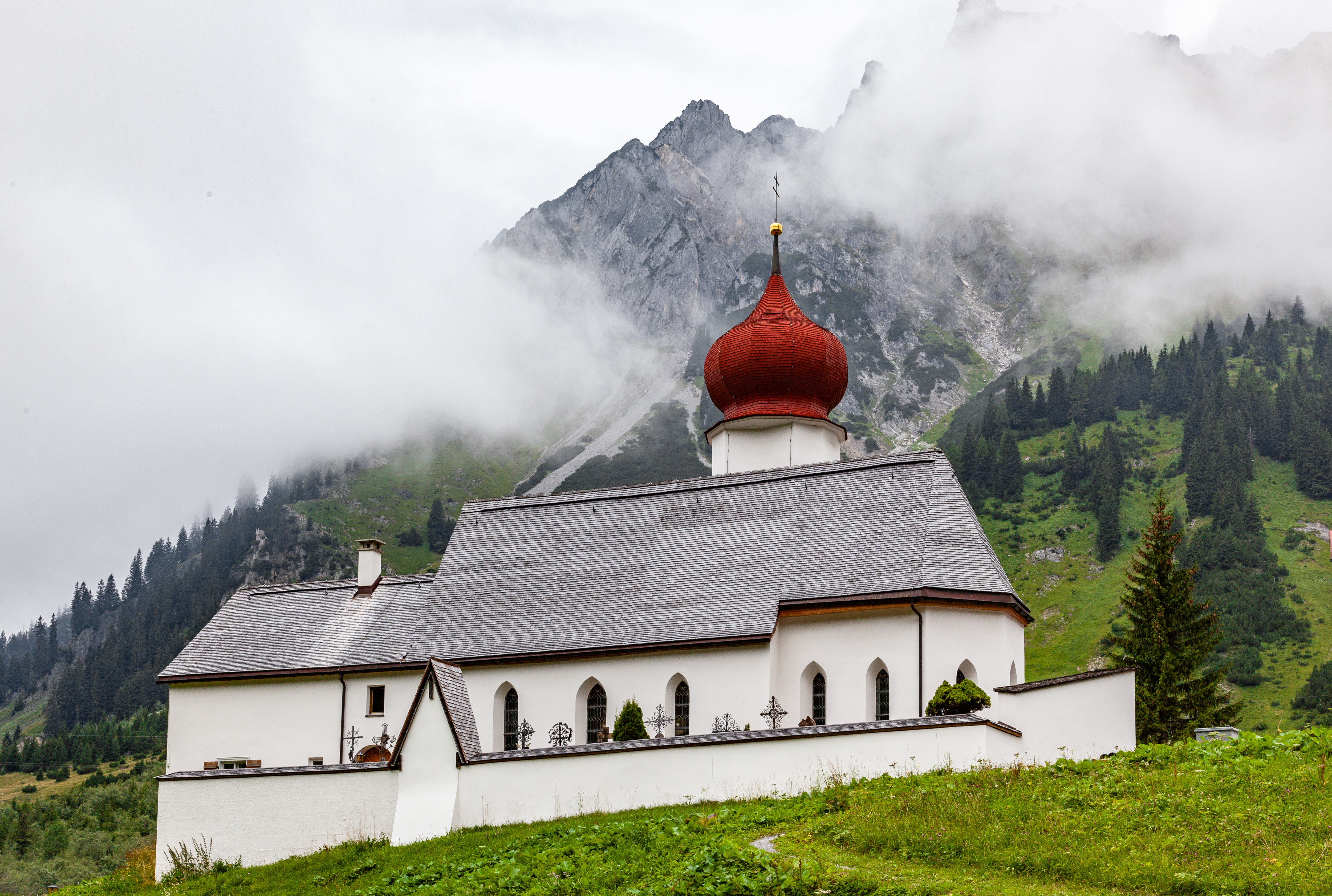
Katholische Pfarrkirche in Stuben am Arlberg

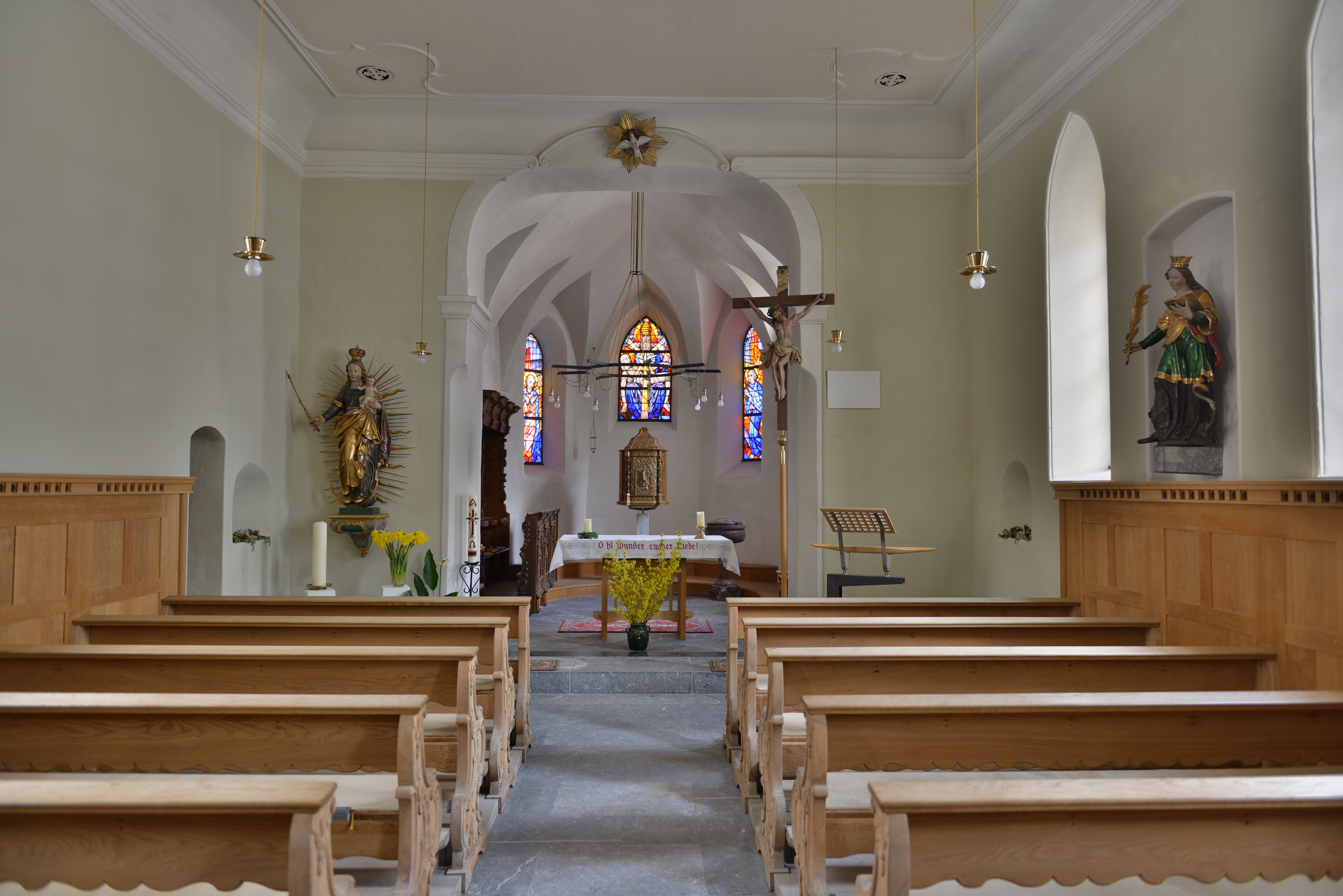
Innenansicht

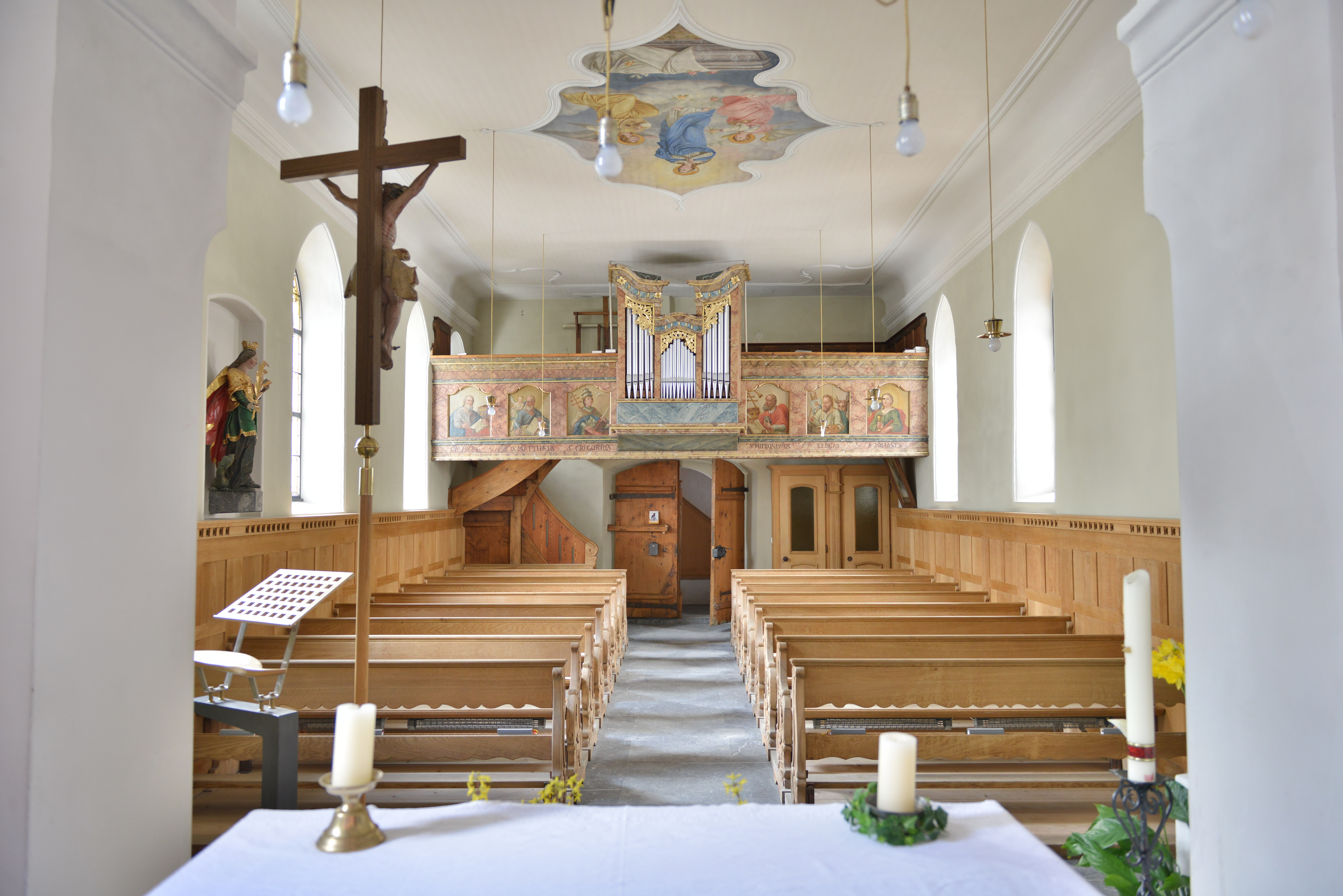
Innenansicht

Die römisch-katholische Pfarrkirche Stuben am Arlberg steht in Stuben am Arlberg in der Gemeinde Klösterle im Klostertal in Vorarlberg. Die Pfarrkirche Unserer Lieben Frau Mariä Geburt gehört zum Dekanat Bludenz-Sonnenberg in der Diözese Feldkirch. Die Kirche steht mit dem Friedhof unter Denkmalschutz.

## Geschichte
Die Filiale von Klösterle ist vermutlich seit 1218 eine Marienkapelle. Im Ende des 15. Jahrhunderts wurde der Bau einer Kirche begonnen und 1507 geweiht und 1666 zur Pfarrkirche erhoben.

## Architektur
Die Kirche steht auf einem Hügel im Süden des Dorfes und ist von einem ummauerten Friedhof umgeben. Das barocke Langhaus aus 1696 steht mit dem eingezogenen gotischen Chor aus 1507 unter einem gemeinsamen Satteldach. Im Westen des Langhauses ist ein Schulgebäude angebaut. Der Nordturm steht am Langhaus.

## Ausstattung
Die Kirche hat einen Volksaltar. Der Tabernakel mit seitlichen weinlaubbesetzten Säulen aus dem Ende des 17. Jahrhunderts hat an der Tür ein Kruzifix aus dem 19. Jahrhundert.
Die Orgel bauten die Gebrüder Mayer (1880).